# Homoranthus flavescens
Homoranthus flavescens är en myrtenväxtart som beskrevs av Johannes Conrad Schauer. Homoranthus flavescens ingår i släktet Homoranthus och familjen myrtenväxter. Inga underarter finns listade i Catalogue of Life.